# Ромма, Фёдор Дмитриевич
Фёдор Дмитриевич Ромма (23 февраля 1919 — 1991) — советский государственный и партийный деятель, председатель Государственного комитета по труду БССР, Председатель Брестского промышленного (1963—1964) облисполкома.

## Биография
Член ВКП(б) с 1940 года.
Окончил Высшую партийную школу при ЦК КПБ(б) (1951).
С 1939 года уполномоченный ЦК ЛКСМБ, 1-й секретарь Брестского РК ЛКСМБ. В 1941—1943 годах исполнял спецзадание ЦК КП(б)Б и ЦШПР в Орловской и Московской областях, в марте 1943—июле 1944 года — секретарь Брестского подпольного обкома ЛКСМБ, заместитель командира Брестского партизанского объединения.
В 1944—1948 годах первый секретарь Гомельского, Пинского обкомов  ЛКСМБ, с 1951 года руководитель отдела Пинского обкома КП(б)Б, с 1953 года 1-й секретарь Столинского РК, Барановичского ГК КПБ.
С 1960 года 1-й зам. председателя, председатель Брестского облисполкома.
Постановлением Госсовета ПНР от 17.01.1964 за номером 0/27 был удостоен Золотого Креста ордена Virtuti Militari.
С марта 1967 года председатель Государственного комитета СМ БССР по использованию трудовых ресурсов, с 1976 — Председатель Государственного комитета БССР по труду.
Член Ревизионной комиссии КПБ (1956—1980), член ЦК КПБ (1960—1961), Депутат Верховного Совета (1959—1971), член Президиума Верховного Совета БССР в 1963—1967.

## Награды
- Орден Ленина
- Орден Отечественной войны 1 степени
- Орден Отечественной войны 2 степени
- Два ордена Трудового Красного Знамени
- Орден Дружбы народов